# جائزة روبنسون
جائزة روبنسون تعد واحدة من جائزتين تمنحنان من خلال جمعية محرري النسخ الأمريكية (American Copy Editors Society) كل عام إلى أحد محرري النسخ ممن تظهر أعمالهم الفاعلية الاستثنائية.

## معلومات تاريخية
هذه الجائزة، التي تم تأسيسها في عام 2005، تحمل اسم بام روبنسون، الذي كان محررًا إخباريًا من قبل في الخدمة الإخبارية التابعة لصحيفة لوس أنجيليس تايمز-واشنطن بوست في ضواحي نيويورك. وقد كان روبنسون أحد مؤسسي جمعية محرري النسخ الأمريكية في عام 1997 وأول رئيس للجمعية.

## التقييم
يتم تقييم المرشحين اعتمادًا على مجموعة من العناصر، والتي تشتمل على التحرير والتصميم والرعاية والتدريب ودعم روح فريق العمل والفخر بين الزملاء وأي شيء آخر يدعم دور التحرير المهني. وتقول تيريزا شميدينغ، وهي واحدة من القائمين على تعيين هذه الجائزة، وعضو اللجنة التنفيذية للجمعية «هذه الجائزة لا تهدف إلى الاحتفاء بمن لا يخطئ في الهجاء أو القواعد اللغوية في الغرفة الإخبارية. فكونك لغويًا جيدًا لا يكفي. فمحررو النسخ» الطباعة«المعاصرين يجب عليهم أن يمتلكوا المهارة في حل النزاعات وإظهار الحكم المتميز تجاه الأخبار وإظهار المبادرة والقدرة على العثور على الحلول الإبداعية للمساعدة على تحقيق الصحف التي يعملون بها للنجاح في هذا المجال المفعم بالمنافسة المتزايدة.» 

## الأهلية
إن المنافسة مفتوحة أمام كل محرري النسخ الذين يعملون في الصحف الإخبارية الناطقة باللغة الإنجليزية، إلا أن الأعمال التي يتم ترشيحها يجب أن تكون حديثة. ولا يحق لأعضاء اللجنة التنفيذية والموظفين والمسئولين عن المسابقة في الجمعية التقدم للمسابقة.

## الفائزون
يحصل الفائزون بالجائزة، بالإضافة إلى التقدير الذي يحظون به، على مبلغ 3 آلاف دولار أمريكي.
- 2005: بول ساوسي، يو إس إي توداي[1]
- 2006: تريم لينش، لوس أنجليس تايمز[1]
- 2007: آدم سميث، ذا أوجوستا كرونيكل[1]
- 2008: مايكل رويهرمان، ذا ويشيتا إيجل[1]
- 2009: بيث بلير، جماعة الكشافة الأمريكية[1]
- 2010: آندي أنجلو، ذا جراند رابيدس برس[1]
- 2011: كيم بروفانت، شيكاغو تريبيون[1]